# 890
| Calendário gregoriano                                                        | 890 DCCCXC                                           |
| Ab urbe condita                                                              | 1643                                                 |
| Calendário arménio                                                           | 339 – 340                                            |
| Calendário bahá'í                                                            | -954 – -953                                          |
| Calendário budista                                                           | 1434                                                 |
| Calendário chinês                                                            | 3586 – 3587 Início a 26 de janeiro (aproximadamente) |
| Calendário copta                                                             | 606 – 607                                            |
| Calendário etíope                                                            | 882 – 883                                            |
| Calendários hindus - Vikram Samvat - Calendário nacional indiano - Cáli Iuga | 945 – 946 811 – 812 3990 – 3991                      |
| Calendário Holoceno                                                          | 10890                                                |
| Calendário islâmico                                                          | 276 – 277                                            |
| Calendário judaico                                                           | 4650 – 4651                                          |
| Calendário persa                                                             | 268 – 269                                            |
| Calendário rúnico                                                            | 1140                                                 |
| Calendário solar tailandês                                                   | 1433                                                 |

890 (DCCCXC, na numeração romana) foi um ano comum do século IX do Calendário Juliano, da Era de Cristo, teve início a uma quinta-feira e terminou também a uma quinta-feira e a sua letra dominical foi D (53 semanas).
No território que viria a ser o reino de Portugal estava em vigor a Era de César que já contava 928 anos.
| Ano completo                        |
| ----------------------------------- |
| Ano comum com início à quinta-feira |

## Nascimentos
- Nuno Fernandez de Amaia, m. 932, foi conde de Castela e de Amaia.

## Mortes
- Adalberto I da Toscânia, duque e marquês da Toscana.